# Phil Harding (Archäologe)

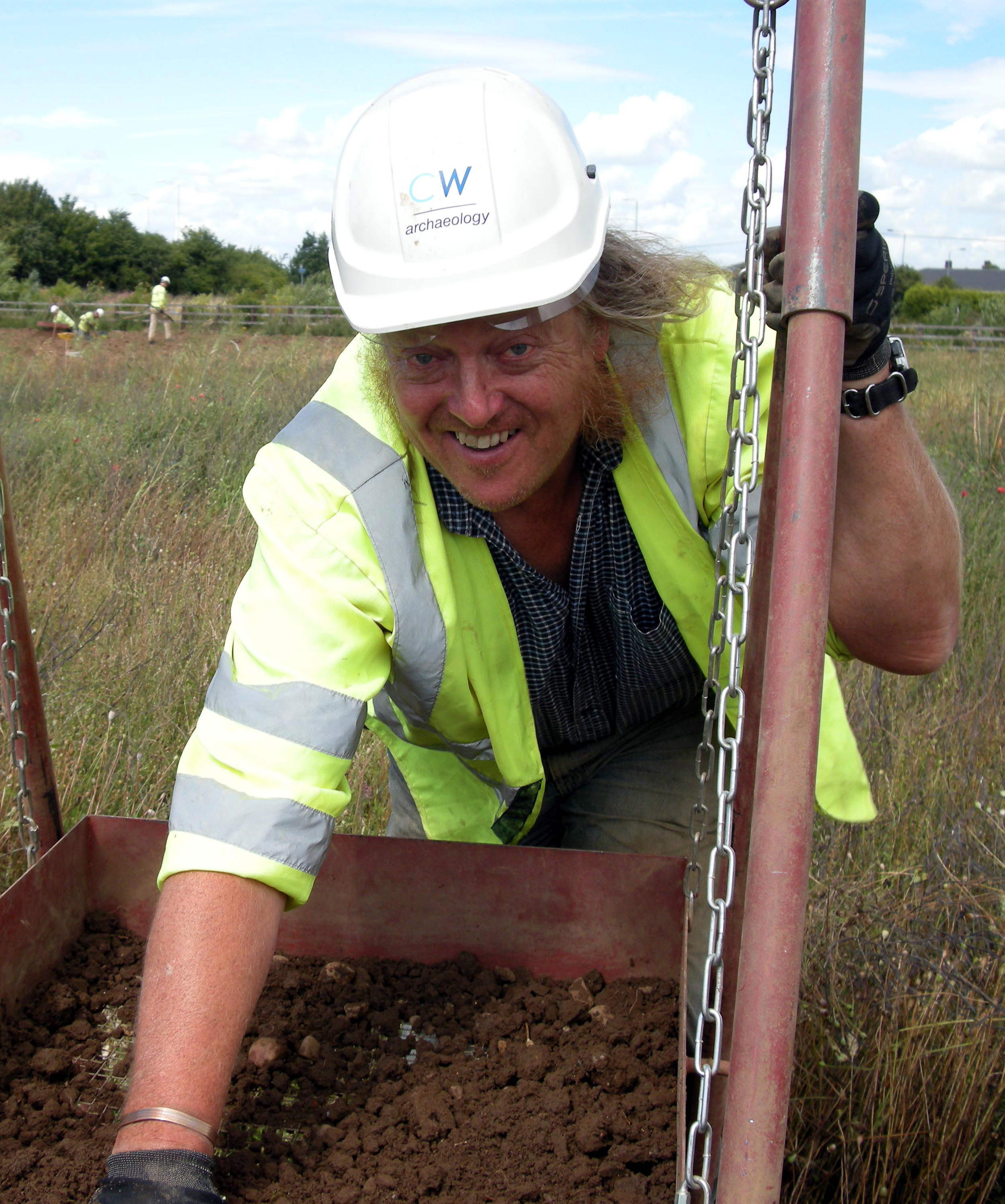
Phil Harding (2009)

Philip (Phil) Harding (* 25. Januar 1950 in Wiltshire) ist ein britischer Archäologe. Harding erlangte Bekanntheit durch seine langjährige regelmäßige Mitarbeit in der populärwissenschaftlichen Fernsehserie Time Team.

## Leben
Phil Harding wuchs in Wexcombe auf und besuchte die Grammar School in Marlborough. Mit acht Jahren besuchte er erstmals eine Ausgrabung in der Nähe von Stonehenge. 1966 nahm er an Übungsgrabungen der University of Bristol teil und arbeitete in den folgenden Jahren wiederholt bei Ausgrabungen mit. Nach der Schule arbeitete Harding 1970/71 beim Puppenhersteller Pelham Puppets in Marlborough. Nebenbei wiederholte er Prüfungen, um für ein Studium der Archäologe die notwendigen A-levels zu erreichen. Während eines Urlaubs arbeitete er bei einer Ausgrabung bei Ludgershall Castle mit, wo er von einem Grabungsleiter das Angebot bekam, hauptberuflicher Grabungsmitarbeiter in Southampton zu werden. Nach eigenen Angaben half dabei seine Bereitschaft, auch bei körperlich anstrengenden Arbeiten anzupacken. Zwischenzeitlich arbeitete er wiederholt für Ausgrabungen des British Museum in Grimes Graves. Seit 1979 arbeitet Harding bei Wessex Archaeology.
Für die vierteilige Archäologie-Fernsehserie Time Signs demonstrierte er die Bearbeitung von Feuerstein. Im Jahr 1994 wurde Harding Mitarbeiter der erfolgreichen populärwissenschaftlichen Fernsehserie Time Team, für die er 20 Jahre lang vor der Kamera archäologische Grabungen durchführte.
Harding betätigt sich mitunter als Experimentalarchäologe und gilt als einer der erfahrensten Experten für die Bearbeitung von Feuerstein. Er ist auch als Unterwasserarchäologe aktiv und ist seit 2004 Präsident der Nautical Archaeology Society.
Harding publizierte zahlreiche Grabungsberichte und andere Fachbeiträge. Er ist Mitglied des CIfA.
Phil Harding lebt seit 1987 in Salisbury.

## Ehrungen
- 2006: Fellow an der Society of Antiquaries of London[10]
- 2008: Ehrendoktorat der University of Southampton[7]
- 2012: Henry-Stopes-Memorial-Medaille der Geologists’ Association[6]
- 2013: Wahl zum Archäologen des Jahres durch Leser der Zeitschrift Current Archaeology[11]
- 2016: Ernennung zum Deputy Lieutenant von Wiltshire[12]

## Belege
1. ↑  Nigel Kerton: C4's Time Team dig in at Mildenhall. In: gazetteandherald.co.uk. 4. September 2009, abgerufen am 22. August 2020 (englisch).
2. ↑  Pete May: My family values: Phil Harding, TV archaeologist. In: theguardian.com. 11. Juli 2009, abgerufen am 22. August 2020 (englisch).
3. 1 2 3  Meet the Team: Phil Harding (Memento vom 25. Juli 2008 im Internet Archive) In: channel4.com (englisch).
4. ↑  Sue Round: Phil Harding. In: marlborough.news. 13. Juni 2017, abgerufen am 22. August 2020 (englisch).
5. 1 2 3  Q & A: Phil Harding. In: Salisbury Life. Weihnachten 2017, S. 74, Digitalisat online auf issuu.com (englisch).
6. 1 2 3  Fieldwork Archaeologist Phil Harding. In: wessexarch.co.uk. Abgerufen am 22. August 2020 (englisch).
7. 1 2  University looks forward to Graduation 2008. (Memento vom 26. Juli 2008 im Internet Archive) In: southampton.ac.uk. 16. Juli 2008 (englisch).
8. ↑  President. In: nauticalarchaeologysociety.org. Abgerufen am 22. August 2020 (englisch).
9. ↑  ADS Library: Phil Harding. In: archaeologydataservice.ac.uk. Abgerufen am 22. August 2020 (englisch).
10. 1 2  Dr Philip Harding. In: sal.org.uk. Abgerufen am 22. August 2020 (englisch).
11. ↑  Carly Hilts: PRESS RELEASE: Time Team archaeologist Phil Harding wins Current Archaeology’s prestigious Archaeologist of the Year award for 2013, following a record number of votes from the general public. In: archaeology.co.uk. 5. März 2013, abgerufen am 22. August 2020 (englisch).
12. ↑  New deputy lieutenants include TV archaeologist and Wiltshire College chairman. In: salisburyjournal.co.uk. 3. Oktober 2016, abgerufen am 14. September 2020 (englisch).

| Personendaten    | Personendaten                        |
| ---------------- | ------------------------------------ |
| NAME             | Harding, Phil                        |
| ALTERNATIVNAMEN  | Harding, Philip (vollständiger Name) |
| KURZBESCHREIBUNG | britischer Archäologe                |
| GEBURTSDATUM     | 25. Januar 1950                      |
| GEBURTSORT       | Wiltshire                            |